# Governo Pak Song-chol
Il governo Pak Song-chol è stato il terzo esecutivo della Repubblica Popolare Democratica di Corea, in carica dal 19 aprile 1976 al 16 dicembre 1977, col sostegno del Fronte Democratico per la Riunificazione della Patria.

## Appoggio parlamentare
| Assemblea popolare suprema | Assemblea popolare suprema                                                                   | Seggi       |
| -------------------------- | -------------------------------------------------------------------------------------------- | ----------- |
|                            | Partito del Lavoro di Corea Partito Chondoista Chongu Partito Democratico Totale maggioranza | 127 4 1 134 |
|                            | Chongryon Unione Buddista Indipendenti Totale opposizione                                    | 7 1 401 409 |
| Totale                     | Totale                                                                                       | 541         |

| Assemblea popolare suprema | Assemblea popolare suprema                     | Seggi |
| -------------------------- | ---------------------------------------------- | ----- |
|                            | Partito del Lavoro di Corea Totale maggioranza | 127   |
|                            | Indipendenti Totale opposizione                | 452   |
| Totale                     | Totale                                         | 579   |